# Hypocala violacea
Hypocala violacea là một loài bướm đêm thuộc họ Noctuidae. Loài này có ở Indo-Australian tropics.
Ấu trùng ăn các loài Diospyros.